# Huang Qiushuang
Huang Qiushuang (黄秋爽S, Huáng QiūshuăngP; Xiangyang, 28 maggio 1992) è un'ex ginnasta cinese.

## Palmarès

### Mondiali
- 3 medaglie:
  - 3 bronzi (Rotterdam 2010 a squadre; Tokyo 2011 a squadre; Tokyo 2011 nelle parallele asimmetriche)

### Giochi asiatici
- 4 medaglie:
  - 2 ori (Canton 2010 a squadre; Canton 2010 nel volteggio)
  - 2 argenti (Canton 2010 nel concorso individuale; Canton 2010 nelle parallele asimmetriche)